# きんきんギラギラ大放送
『きんきんギラギラ大放送』（きんきんギラギラだいほうそう）は、1975年4月から同年9月まで東京12チャンネル（現・テレビ東京）で放送されていた音楽番組である。放送時間は毎週木曜 20:00 - 20:55 （日本標準時）、東京12チャンネル局内テレビスタジオのサブ（副調整室）からの生放送。

## 概要
キンキンこと愛川欽也によるテレビ版DJ番組の第3弾で、月曜19:00枠で放送されていた前身番組『きんきんケロンパ歌謡曲』および『きんレモ歌謡曲まいったタヌキの大放送』と同様にはがきや電話での歌謡曲リクエストを受け付けていた。
本番組へのリニューアルを機にサブセットを配置転換し、同時にギラギラこと児島美ゆきを新パートナーに迎えたが、番組は2クールで終了した。
| 東京12チャンネル 木曜20:00枠                                                 | 東京12チャンネル 木曜20:00枠                     | 東京12チャンネル 木曜20:00枠                                                     |
| 前番組                                                                       | 番組名                                           | 次番組                                                                           |
| ---------------------------------------------------------------------------- | ------------------------------------------------ | -------------------------------------------------------------------------------- |
| 日米対抗ローラーゲーム（第1期） （1973年4月 - 1975年3月） ※木曜20:55枠へ移動 | きんきんギラギラ大放送 （1975年4月 - 1975年9月） | ㊙指令ハワイ5-0 ※20:00 - 20:54スポーツ / 東京12チャンネルニュース ※20:54 - 21:00 |